# Glam metal
Glam metal je podžánr heavy metalu, který se objevil na přelomu 70. a 80. let 20. století. Často je také uváděn jako hair metal nebo pop metal. Vyznačuje se hedonistickými texty, které se zaměřují na sex, ženy, alkohol a jiné drogy. V hudbě se většinou jako kytarový efekt používá distortion, rychlá sóla, tvrdé údery bicích a jako doplněk baskytara. Také obsahuje prvky klasického (často zjemněného) heavy metalu a popové muziky. Styl oblékání má napodobovat prostitutky. Roztrhané punčochy, make-up; i muži si dávají rtěnku a používají sprej na vlasy. Mezi nejznámější představitele patří kapely W.A.S.P., Poison, Mötley Crüe, Twisted Sister a Steel Panther.
V letech 1981–1984 bylo několik významných alb, která určila směřování žánru, a změnu kurzu hudby během osmdesátých let. Byla mezi nimi tato alba:
- Quiet Riot - Metal Health
- Mötley Crüe - Shout at the Devil a Too Fast for Love
- W.A.S.P. - W.A.S.P.
- Ratt - Out of the Cellar
- Dokken - Tooth and Nail
- Twisted Sister - Stay Hungry
- Autograph - Sign In Please
- Def Leppard - Pyromania
- Bon Jovi - Bon Jovi

Skupiny, které již byly dlouhodobě zavedeny v heavy metalové a hard rockové hudbě, byly v sedmdesátých letech paradoxně ovlivněny glam metalovými kapelami a začaly experimentovat se žánrovou stylovostí. Příkladem je album od Kiss Lick It Up. Koncem osmdesátých let potom mnoho jiných skupin vystupovalo podobně jako Alice Cooper v roce 1989 s albem Trash, a albem od Aerosmith Permanent Vacation, či Whitesnake s jejich albem z roku 1987, které uvedlo velice úspěšný hit Here I Go Again. Během glam metalové éry vydali Judas Priest v roce 1986 album Turbo a aby udrželi krok s dobou, akceptovali pestřejší a barevnější image a přidáním syntezátorů dali své hudbě větší pocit opojení.

## Druhá vlna (1985-1991)
V polovině  80. let se rozvíjely dvě větve glam metalu. Na jedné straně byly skupiny jako Bon Jovi, jejíž album Slippery When Wet mělo obrovský úspěch v Top 40 rádiích a MTV, stejně jako Europe se singlem "The Final Countdown" byli hitem číslo jedna v 26 zemích; skupiny hrající tento styl byly a stále jsou popisovány jako pop metal.
Podobné kapely včetně Firehouse a Winger  působily v další části tohoto desetiletí.
Los Angeles se rozvíjela scéna kolem Sunset Strip od roku 1984-1985. Zde vznikly kapely jako Poison, Faster Pussycat, London, a L.A. Guns.
Jiné skupiny spojené s tímto stylem vznikly i v Hollywoodu, např. Cinderella, Britny Fox. Dalším městem, kde se objevily glam metalové skupiny byla Philadelphie.
Druhá vlna glam metalu dokázala být nejvíce komerčně úspěšná a těšila se úspěchu během 80. let.
Některé z hlavních alb od 1985-1991 byly:
- Mötley Crüe - Girls, Girls, Girls
- Ratt - Invasion of Your Privacy
- W.A.S.P. - The Last Command
- Poison - Look What the Cat Dragged In
- Cinderella - Night Songs
- Stryper - To Hell with the Devil
- Bon Jovi - Slippery When Wet
- Def Leppard - Hysteria
- Europe - The Final Countdown
- Whitesnake - Whitesnake
- Mötley Crüe - Dr. Feelgood
- Bon Jovi - New Jersey
- Winger - Winger
- Poison - Open Up and Say...Ahh!
- Warrant - Cherry Pie
- Mötley Crüe - Theatre Of Pain
- Skid Row - Skid Row

Pozoruhodný příklad přišel v roce 1987 s vydáním alba od skupiny Mötley Crüe Girls, Girls, Girls.
Glam metal v průběhu 80. let nabíral na popularitě. Def Leppard v roce 1987 s albem Hysteria vydalo sedm úspěšných singlů, a nakonec se prodalo více než 12 milionů kopií v USA.
To se později stalo jedním z nejpopulárnějších hairmetalových alb všech dob, je jedním z nejpopulárnějších alb v 80. letech.
Poison a jejich druhé album Open Up and Say...Ahh! plodilo úspěch např. jejich power baladou Every Rose Has It's Thorn a nakonec prodala 8 milionů kopií po celém světě s jejími dalšími hity z alba.
Skid Row vydali svoje stejnojmenné debutové album, mělo tvrdší zvuk než mnoho jiných kapel v tomto bodě.
Dalším z největších úspěchů dané éry byli Guns N' Roses, ačkoli samotná kapela tento termín odmítá. Původně vznikli spojením kapel L.A. Guns a Hollywood Rose a vydali nejprodávanější debut všech dob, Appetite for Destruction. Díky „drsnějšímu“ a „surovějšímu“ zvuku než většina glam metalu, který zahrnoval prvky punku a blues, přineslo Appetite for Destruction tři hity v Top 10, včetně hitu číslo jedna „Sweet Child O' Mine“. V návaznosti na komerční úspěch Guns N' Roses začaly získávat popularitu i další glam metalové kapely s podobně syrovým zvukem, jako L.A. Guns a Faster Pussycat. Kritici nakonec tento styl označili jako sleaze rock nebo sleaze metal, aby jej odlišili od vnímané rostoucí komerčnosti ostatních glam metalových kapel.
Další kapely, které vznikly v tomto období: Faster Pussycat, L.A. Guns, Roxx Gang a Dangerous Toys.
Podobná hnutí se také objevila v Londýně přibližně ve stejnou dobu.
Stejně jako Guns N' Roses byly tyto skupiny silně ovlivněny rock & rollem a punk rockem. Jako Hanoi Rocks, kapely byly z tohoto anglického hnutí jako jsou Dogs D'Amour, London Quireboys nepovažovali se za Metal, ale Rock & Roll, ale jsou někdy nesprávně přiřazovány k Glam metalu.

## Současná scéna
V současnosti glam zaznamenal oživení díky Buckcherry a Brides of Destruction, později obnovili činnost členové některých Glam metalových skupin jako Nikki Sixx a Tracii Guns.
Mezi moderní glamové kapely se považují například Steel Panther, The Poodles, Reckless Love, Crashdïet či Santa Cruz.
Nejen tvrdý metal se v zemích skandinávského poloostrova, ale i o hodně jemnější kousky ovlivněné rockovou klasikou. Patří mezi ty nejznámější kapely současné scény.
- Steel Panther
- Ghost
- Crashdïet
- Reckless Love
- Santa Cruz
- Crazy Lixx
- Hardcore Superstar

a mnoho dalších.
Další kapely:
- Jettblack
- The Treatment
- The Darkness
- Speed Stroke
- Cream Pie

a další